# Station Ostrów Mazowiecka
Station Ostrów Mazowiecka is een spoorwegstation in de Poolse plaats Ostrów Mazowiecka.